# Aeroflot-Flug 773
Am 10. Oktober 1971 stürzte eine Tupolew Tu-104 auf dem Inlandsflug Aeroflot-Flug 773 von Moskau nach Simferopol kurz nach dem Start wegen einer Bombenexplosion ab, wobei alle 25 Insassen starben.

## Flugzeug
Das betroffene Flugzeug war eine elf Jahre alte Tupolew Tu-104B mit dem Luftfahrzeugkennzeichen СССР-42490, die mit zwei Mikulin AM-3-Turbojet-Triebwerken ausgestattet war.

## Insassen
Die Besatzung bestand aus Flugkapitän Konstantin Romanowitsch Kljuschnik, dem Ersten Offizier Anatoli Jefimowitsch Worobewski, dem Flugingenieur Walentin Alexejewitsch Besrodny, dem Navigator Wladimir Alexejewitsch Solodjannikow, dem Funker Wiktor Iwanowitsch Obedkow, sowie zwei Flugbegleitern.
An Bord befanden sich daneben noch 17 Passagiere sowie ein Polizeibeamter, der als Passagier gezählt wurde.

## Verlauf
Um 19:02 Uhr landete das Flugzeug nach einem Flug von Simferopol nach Moskau. Nach dem Start zum Rückflug meldeten die Piloten um 20:16:24 Uhr dem Abfluglotsen im Tower, dass sie sich im Steigflug befänden. Dann nahmen sie Verbindung zum Bereichslotsen auf und meldeten diesem, dass sie Kurs auf Tschornaja Grjas genommen hätten. Der Fluglotse erteilte daraufhin die Freigabe zum Steigflug auf 1500 m. Um 20:16:44 Uhr wies er den Piloten an, sich beim Erreichen einer Höhe von 1200 m zu melden. Die Piloten bestätigten dies jedoch nicht und beantworteten auch nicht die folgenden Nachfragen.
Eine organisierte Suche fand 40 Minuten, nachdem der Funkkontakt abgebrochen war, das 1100 m lange und 315 m breite Trümmerfeld des Flugzeugs in der Nähe des Dorfes Baranowo, 10 km südwestlich des Flughafens Moskau-Wnukowo. Alle 25 Insassen starben.

## Untersuchungen
Bei den Untersuchungen konnte festgestellt werden, dass das Flugzeug mit einer Geschwindigkeit von 550–600 km/h, einer Querneigung von 90° nach rechts auf dem Boden aufschlug, nachdem es die Kabel eines Strommasts durchtrennt hatte. Es wurden Teile der Außenhaut und des Frachtraumbodens sowie Teile der Verkleidung der Flugzeugsitze sowie andere Trümmerteile 2700 m vor dem Aufschlagspunkt des Flugzeugs gefunden; viele davon wiesen Brandspuren auf. Schließlich stellten die Ermittler als Unfallursache eine Explosion eines 400 bis 800 g schweren Sprengsatzes 7 bis 15 Sekunden nach der letzten Anweisung des Fluglotsen fest. Der Sprengsatz war in der hinteren Passagierkabine im Bereich der Spanten 43–45 zwischen einem Passagiersitz und der Kabinenwand platziert. Die Druckwelle beschädigte die Außenhaut, mehrere Stringer und Spanten auf der linken Seite sowie die Flugsteuerung, wodurch sich das Flugzeug daraufhin nach rechts neigte, sich Teile des Flugzeugs in einer Höhe von 150–200 m lösten und das Flugzeug schließlich um 20:17 Uhr aufschlug.
Bei den Untersuchungen wurden außerdem Mängel bei der Abfertigung der Maschine in Simferopol, dem Flugticketverkauf sowie dem Boarding in Wnukowo festgestellt. Die Ermittlungen wurden schließlich 1973 eingestellt, wobei der Täter nicht ermittelt werden konnte.